# Jana Zajíce (Praha)
Jana Zajíce je pražská ulice v městské části Praha 7, která prochází mezi ulicí U Sparty a Nad Královskou oborou v horní části pražské Bubenče.
V roce 1990 byla pojmenována po Janu Zajícovi, který se upálil v roce 1969 na protest proti sovětské invazi do ČSR. Předtím se od roku 1951 jmenovala Komsomolská, předtím Nečasova podle někdejšího českého politika a předtím od svého vzniku v 2. polovině 19. století Škroupova.
V ulici kdysi vedla tramvajová trať pražské MHD. Dne 23. října 1937 byla dokončena jednokolejná bloková smyčka Sparta, vedená ulicemi Korunovační, Na Výšinách a U Sparty, užívání však bylo povoleno až od 13. září 1939. Od 30. dubna 1955 byl doplněn dvojkolejný oblouk od Špejcharu a ke smyčce byla do tehdejší Komsomolské ulice přibudována kolej ve funkci vratného trojúhelníku. Od 2. listopadu 1961 bylo v rámci rozšíření Korunovační ulice odstraněno napojení smyčky Sparta. Zbytek smyčky byl zrušen 6. října 1978.

## Významné okolní objekty a lokality
- Molochov – luxusní byty z 30. let na Letné
- Tunelový komplex Blanka
- Stadion Sparty na Letné
- Letná